# Cornelius Warmerdam
Cornelius Anthony "Dutch"  Warmerdam, född 22 juni 1915 i Long Beach i Kalifornien, död 13 november 2001 i Fresno i Kalifornien, var en amerikansk stavhoppare.
Warmerdam dominerade stavhoppningen i världen i början av 1940-talet. Han hoppade med en bambustav och han förbättrade världsrekordet med 23 centimeter från Earle Meadows 4,54 via 4,60 och 4,72 till 4,77. Han var länge helt överlägsen och inte förrän 1957, när metallstavar börjat att användas, slogs hans världsrekord av Bob Gutowski med en centimeter. Han satte också sex inomhusvärldsrekord. Warmerdam vann det amerikanska mästerskapet 1938 och 1940–1944, men han deltog inte i några stora internationella mästerskap, eftersom andra världskriget medförde att OS 1940 och 1944 inställdes.

## Warmerdams världsrekord

### Utomhus
| Resultat | Ort           | Datum      |
| -------- | ------------- | ---------- |
| 4,57     | Berkeley, USA | 1940-04-13 |
| 4,60     | Fresno, USA   | 1940-06-29 |
| 4,64     | Stanford, USA | 1941-04-12 |
| 4,68     | Compton, USA  | 1941-06-06 |
| 4,72     | Compton, USA  | 1941-06-06 |
| 4,74     | Berkeley, USA | 1942-05-02 |
| 4,77     | Modesto, USA  | 1942-05-23 |

Resultaten i kursiv har inte officiellt erkänts som världsrekord av IAAF.

### Inomhus
| Resultat | Ort           | Datum      |
| -------- | ------------- | ---------- |
| 4,42     | Boston, USA   | 1939-02-11 |
| 4,485    | New York, USA | 1942-02-07 |
| 4,58     | New York, USA | 1942-02-07 |
| 4,62     | Boston, USA   | 1942-02-14 |
| 4,755    | Boston, USA   | 1942-02-14 |
| 4,79     | Chicago, USA  | 1943-03-20 |

## Resultatutveckling
| År           | 1929 | 1930 | 1931 | 1932 | 1934 | 1935 | 1936 | 1937 | 1938 | 1939 | 1940    | 1941    | 1942    | 1943     | 1952 |
| Ålder        | 14   | 15   | 16   | 17   | 19   | 20   | 21   | 22   | 23   | 24   | 25      | 26      | 27      | 28       | 37   |
| Resultat (m) | 2,74 | 3,05 | 3,32 | 3,73 | 3,96 | 4,19 | 4,26 | 4,46 | 4,46 | 4,37 | 4,60 VR | 4,72 VR | 4,77 VR | 4,79 IVR | 4,37 |